# Železniční stanice Battir
Železniční stanice Battir (hebrejsky תחנת הרכבת בתיר, Tachanat ha-rakevet Batir) je bývalá železniční stanice na železniční trati Tel Aviv-Jeruzalém v Izraeli.
Ležela na dně hlubokého údolí vádí Nachal Refa'im cca 10 kilometrů jihozápadně od historického jádra Jeruzaléma, v nadmořské výšce cca 580 metrů. Byla situována poblíž ústí Vádí Chelec do Nachal Refa'im. Několik desítek metrů jižně odtud leží Zelená linie, za ní Západní břeh Jordánu a palestinské město Battir.

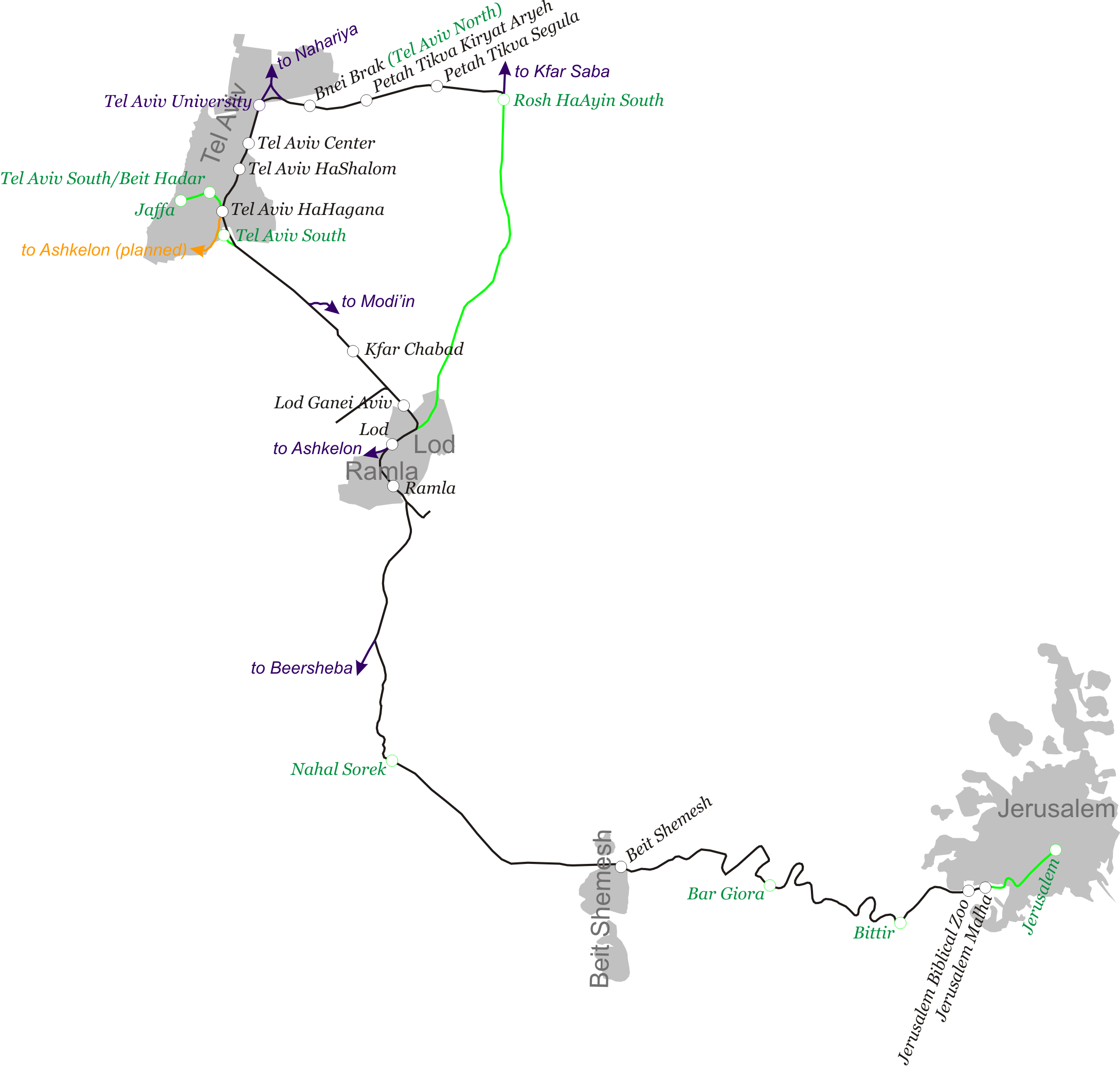
Mapa stanic železniční tratě Tel Aviv-Jeruzalém

Byla otevřena roku 1892, kdy byla dokončena trať do Jeruzaléma. Po válce v roce 1948 byla celá trať začleněna do území státu Izrael. Město Battir tak bylo od této stanice odříznuto. Provoz stanice pak byl přerušen, i když zůstávala manipulačním bodem na trati do Jeruzaléma. Během rekonstrukce trati na přelomu 20. a 21. století byla větší část původních staveb zničena. Zachováno je vodovodní potrubí, které dřív přivádělo z nedalekého pramene vodu pro plnění parních lokomotiv.